# Maladera taiyal
Maladera taiyal är en skalbaggsart som beskrevs av Kobayashi 2002. Maladera taiyal ingår i släktet Maladera och familjen Melolonthidae. Inga underarter finns listade i Catalogue of Life.